# Cephalaria sparsipilosa
Cephalaria sparsipilosa là một loài thực vật có hoa trong họ Kim ngân. Loài này được V.A.Matthews mô tả khoa học đầu tiên năm 1972.